# Ideopsis interposita
Ideopsis interposita är en fjärilsart som beskrevs av Hans Fruhstorfer 1910. Ideopsis interposita ingår i släktet Ideopsis och familjen praktfjärilar. Inga underarter finns listade i Catalogue of Life.